# Șolomînîci, Horodok
Șolomînîci (în ucraineană Шоломиничі) este o comună în raionul Horodok, regiunea Liov, Ucraina, formată numai din satul de reședință.

## Demografie
Componența lingvistică a comunei Șolomînîci
     Ucraineană (100%)
Conform recensământului din 2001, toată populația comunei Șolomînîci era vorbitoare de ucraineană (100%).